# 奈良県教科書
奈良県教科書株式会社（ならけんきょうかしょ）とは、奈良県北葛城郡広陵町に本社を置く一般企業のことである。ほか、同県香芝市に流通センターを設けている。

## 概要
- 文部科学省検定教科用図書いわゆる教科書の供給及び図書教材の販売を業務として行っている。
- 取り扱っている商品は、小学校や中学校･高等学校の学習指導要領といった教員用の教材や、日本漢字能力検定や大学受験や辞典、学習参考書などの教育教材である。
- 代表取締役社長:喜田秀夫

## 所在地
- 奈良県北葛城郡広陵町馬見北3-2-31